# Гуаньлин-Буи-Мяоский автономный уезд
Гуаньлин-Буи-Мяоский автономный уезд (кит. упр. 关岭布依族苗族自治县, пиньинь Guānlǐng Bùyīzú Miáozú zìzhìxiàn) — автономный уезд городского округа Аньшунь провинции Гуйчжоу (КНР).

## История
Во времена империи Цин это была Юннинская область (永宁州州) Аньшуньской управы (安顺府). После Синьхайской революции в Китае была проведена реформа структуры административного деления, в ходе которой области и управы были упразднены, поэтому в 1913 году Юннинская область была преобразована в уезд Юннин (永宁县). В 1914 году уезд был переименован в Гуаньлин (关岭县)
После вхождения этих мест в состав КНР в 1950 году был создан Специальный район Синъи (兴义专区), и уезд вошёл в его состав. В 1956 году уезд перешёл в состав Специального района Аньшунь (安顺专区). В 1958 году уезд был присоединён к уезду Чжэньнин. В 1961 году уезды Гуаньлин и Чжэньнин были разъединены вновь.
В 1970 году Специальный район Аньшунь был переименован в Округ Аньшунь (安顺地区).
27 марта 1981 года уезд Гуаньлин был преобразован в Гуаньлин-Буи-Мяоский автономный уезд
Постановлением Госсовета КНР от 23 июня 2000 года округ Аньшунь был преобразован в городской округ.

## Административное деление
Автономный уезд делится на 2 уличных комитета, 9 посёлков и 3 волости.

## Транспорт
Важное значение имеет мост через реку Байлин. Его протяженность составляет 2237 метров, главный пролет достигает 1088 метров, самая высокая промежуточная опора – 202 метра, а высота моста превышает 370 метров. Мост привлекает многочисленных туристов, желающих осмотреть горный каньон, посетить музей или совершить банджи-джампинг (самый высокий коммерческий банджи-джампинг в мире), прыжки с парашютом и полеты на параплане.
С 2021 года строится мост через ущелье Хуацзян и протекающую по нему реку Бэйпань, который после завершения станет самым высоким мостом в мире. По нему будет проходить скоростная автомагистраль Лючжи — Аньлун. Протяженность моста составит 2890 метров, а высота от проезжей части моста до водной поверхности — 625 метров.